# Darja Collin
Maria Louisa Frederika (Darja) Collin (Amsterdam, 19 november 1902 - Florence, 6 mei 1967) was een Nederlandse balletdanseres en lerares in klassiek ballet.

## Achtergrond
Haar vader Robert Johan Carl Collin (1863-1904) was (alt-)violist; haar moeder was Wilhelmina Frederika Christina van Dijk. Opa en oma van vaders kant waren dirigent Robert Collin en zangeres Anna Collin-Tobisch.

## Leven
Collin was in de jaren twintig een befaamde danseres en had bijnamen als 'de Mata Hari van de dans' en 'maangodin'. De laatste kreeg ze van schilder Christiaan de Moor, een van haar vele geliefdes. Naast een relatie met hem, had ze ook een affaire met danser Alexeï d’Ormesson. Collin was van 3 september 1930 tot en met 30 april 1935 getrouwd met de dichter Jan Slauerhoff. Ze kregen een doodgeboren kind.
Collin brak in 1928 door in Nederland. Ze stond bekend als de eerste actrice met 'sterallures'. In 1935 maakte ze een gastoptreden in de film Het mysterie van de Mondscheinsonate, waarin ze te zien was als danspartner van Egon Karter. Op 15 juli 1933 opende Collin een eigen dansschool in Den Haag, waar Igor Schwezoff enige tijd onderricht heeft gegeven.
In de zomer van 1937 maakte ze met onder andere Edmée Monod de Froideville, Alexander von Swaine en Eberhard Rebling een reis naar Nederlands-Indië die Rebling nauwkeurig beschrijft in het boek Lied van verzet, dat hij samen met zijn echtgenote Lin Jaldati schreef en dat in 2024 in het Nederlands verscheen (oorspronkelijke uitgave: Sag nie, du gehst den letzten Weg, Berlijn 1986).

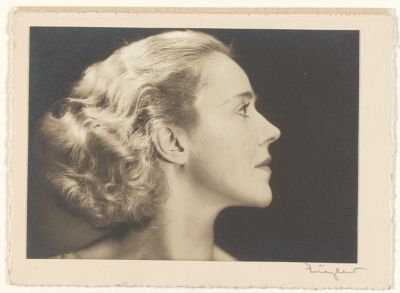
Darja Collin (foto Franz Ziegler, ca.1925)
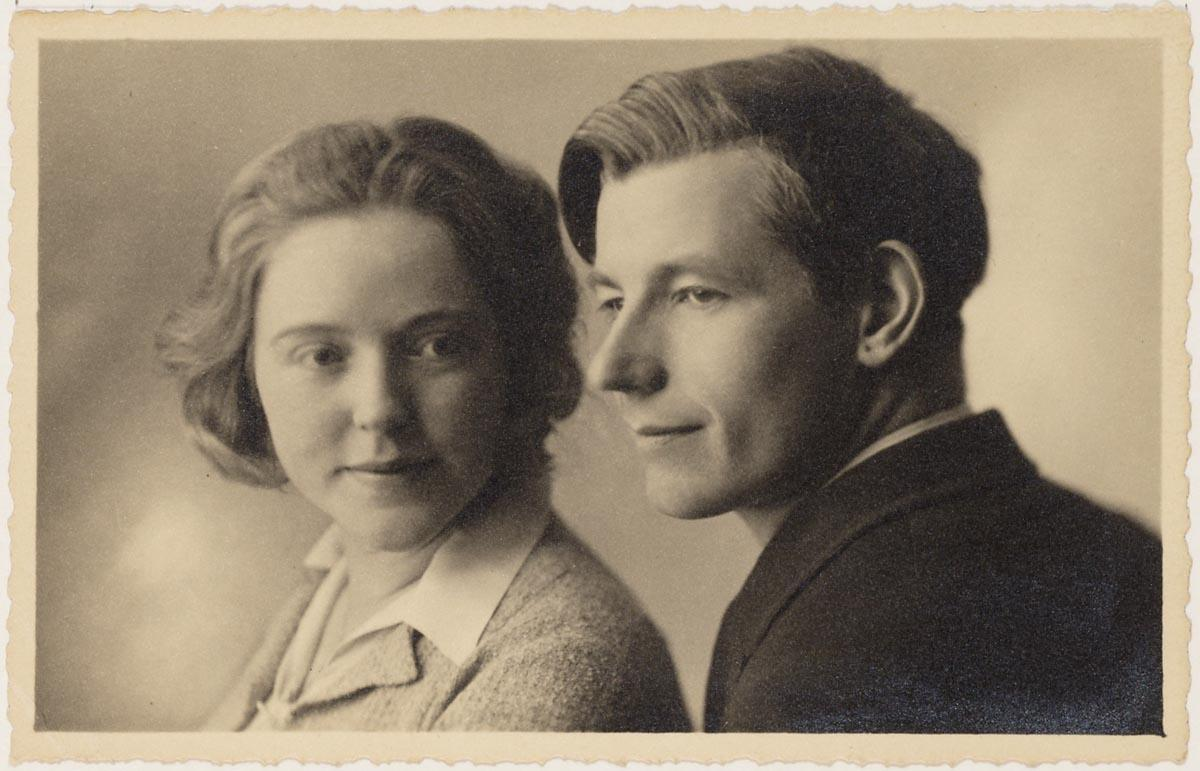
Darja Collin en Jan Jacob Slauerhoff
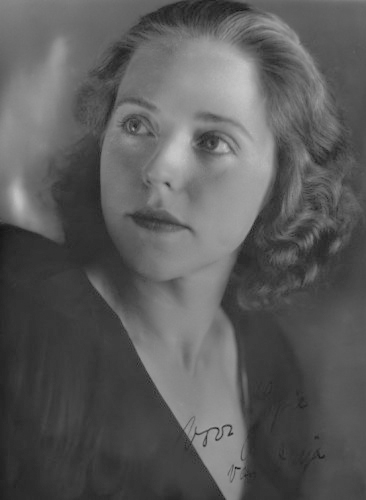
Darja Collin

## Gedicht
Jan Slauerhoff schreef het volgende sonnet (met extra lang volgehouden rijm -even) voor zijn vrouw Darja Collin.

Kon ik eenmaal toch...

Kon ik eenmaal toch jouw dans weergeven

In een van het woord bevrijd gedicht,

Eenmaal even vrij en lenig zweven

Als jij in de lucht en in het licht

Met je lichaam doet, dat toch niet even

Los van de aarde is als wat ik dicht,

Zich met moeite van de grond opricht,

Zwaarder dan mijn geest, en toch kan zweven.

Jij kunt met een wending, een gebaar

Woede, weemoed en geluk weergeven,

Waar ik honderd woorden over doe.

Denken is het lichtst, toch wordt het zwaar,

En de dans kan 't lieve lichaam geven

Ziel en zaligheid, en nimmermoe.

## Verwijzingen
- Darja Collin in Theaterencyclopedie
- Darja Collin in de film Het mysterie van de Mondscheinsonate (na ca. 1:28 min.)

- Biografisch Portaal: 75936736
- International Standard Name Identifier: 0000 0003 9170 2739
- Nederlandse Thesaurus van Auteursnamen: 070588430
- Virtual International Authority File: 285552667
- WorldCat: E39PBJgXcQJXX6GJT9xxXVfH4q